# Сямозеро (озеро, Пудожский район)
Сямозеро — пресноводное озеро на территории Пяльмского и Авдеевского сельских поселений Пудожского района Республики Карелии.

## Общие сведения
Площадь озера — 3 км², площадь водосборного бассейна — 21,9 км². Располагается на высоте 145,9 метров над уровнем моря.
Форма озера продолговатая: оно более чем на три километра вытянуто с северо-запада на юго-восток. Берега каменисто-песчаные, преимущественно заболоченные.
С северо-западной стороны озера вытекает безымянный водоток, впадающий с левого берега в Гавгручей, который, в свою очередь, впадает в водораздельное Шалозеро, сток из которого осуществляется в двух направлениях: в реку Шалицу и в реку Рагнуксу. Обе реки являются притоками реки Водлы, впадающей в Онежское озеро.
Острова на озере отсутствуют.
Населённые пункты и автодороги вблизи водоёма отсутствуют.
Код объекта в государственном водном реестре — 01040100411102000019588.